# Libertador (Mérida)
Pour les articles homonymes, voir Libertador.
Libertador est l'une des vingt-trois municipalités de l'État de Mérida au Venezuela. Son chef-lieu est Mérida, capitale de l'État. En 2011, la population s'élève à 217 537 habitants.

## Géographie

### Subdivisions
La municipalité est divisée en 15 paroisses civiles :
- Antonio Spinetti Dini (Mérida) ;
- Arias (Mérida) ;
- Caracciolo Parra Pérez (Mérida) ;
- Domingo Peña (Mérida) ;
- El Llano (Mérida) ;
- El Morro (El Morro) ;
- Gonzalo Picón Febres (Mérida) ;
- Jacinto Plaza (Mérida) ;
- Juan Rodríguez Suárez (Mérida) ;
- Lasso de la Vega (Mérida) ;
- Los Nevados (Los Nevados) ;
- Mariano Picón Salas (Mérida) ;
- Milla (Mérida) ;
- Osuna Rodríguez (Mérida) ;
- Sagrario (Mérida).